# اس‌اس بادنیا (۱۹۱۲)
اس‌اس بادنیا (۱۹۱۲) (به انگلیسی: SS Badenia (1912)) یک کشتی بود که طول آن ۲۱۹ فوت ۸ اینچ (۶۶٫۹۵ متر) بود. این کشتی در سال ۱۹۱۲ ساخته شد.

## توضیحات
کشتی در سال 1912 توسط F Schichau GmbH، Elbing ساخته شد.
طول کشتی 219 فوت و 8 اینچ (66.95 متر) و پرتوی 33 فوت و 5 اینچ (10.19 متر) و عمق 13 فوت و 4 اینچ (4.06 متر) بود. او GRT 921 و NRT 510 داشت.
کشتی توسط یک موتور بخار شش سیلندر انبساط سه گانه حرکت می کرد که دارای دو سیلندر هر کدام 11+4⁄5 اینچ (30 سانتی متر)، 19+7⁄16 اینچ (49.4 سانتی متر) و 34+1⁄2 اینچ (88) بود. سانتی متر) قطر 17+3⁄4 اینچ (45 سانتی متر). موتور توسط F Schichau ساخته شد.

## تاریخچه
Badenia برای A Kirsten، هامبورگ ساخته شد. بندر رجیستری او کلن بود و کد نامه HWCM به آن اختصاص داده شد. در سال 1930، او به Kölner Reederei AG فروخته شد و تحت مدیریت Edmund Halm & Co. در سال 1932، او به Rhein-London Linie GmbH فروخته شد. در سال 1934، کد نامه های او به DGWA تغییر یافت. در سال 1939، بادنیا به تیتانیا تغییر نام داد. این تغییر توسط Lloyds Register ثبت نشد، او همچنان به عنوان Badenia در فهرست قرار گرفت.
در می 1945، تیتانیا توسط متفقین در رندزبورگ تصرف شد. او به MoWT منتقل شد و به Empire Conexe تغییر نام داد. در سال 1947، او به General Steam Navigation Co Ltd فروخته شد و به Ringdove تغییر نام داد. او تا سال 1950 خدمت کرد تا اینکه در Bo'ness، West Lothian از بین رفت.